# Medicin (vetenskap)

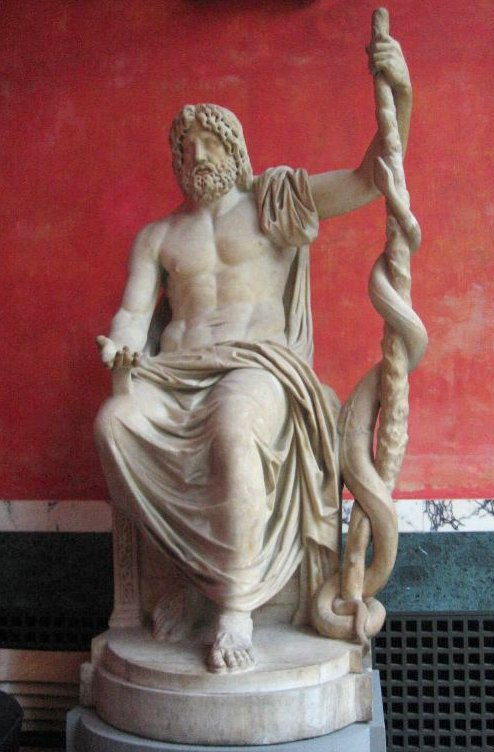
Eskulapstaven - en antik grekisk symbol för läkekonsten. Används av otaliga medicinska institutioner världen över.

Medicin eller biomedicin är den vetenskap och praktik som ägnar sig åt att förhindra, diagnostisera och behandla sjukdomar, samt att upprätthålla mänsklig hälsa och att undvika död. Traditionellt sett har medicin setts som både en vetenskap och en konstform och ordet medicin kommer möjligen från det latinska ars medicina som betyder just läkekonst. Medan biomedicin, klinisk medicin, kirurgi och forskning utgör fundamentet för medicinska vetenskapen, så förutsätter framgångsrik interpersonell smärtlindring och tröst förmågan att använda sina mänskliga känslor och inlevelseförmåga.

## Medicinsk historia
Medicinens inverkan på samhället och idéhistorien studeras inom medicinsk antropologi medan medicinska historiker studerar hur behandling och medicinsk teknologi utvecklats. Den tidigaste medicinen var örtmedicin, medicinmän och shamaner botar sjukdomar med örter, kirurgi och magiska inslag. Egypten, Babylonien, Indien, Kina, Grekland, Persien var några av de länder som var tidigast med att tillämpa medicin på ett systematiskt sätt.
De äldsta bevarade medicinska skrifter återfinns bland Fornegyptiska medicinska papyri. De äldsta bevarade är Kahun-papyrusen (1900-talet f.Kr.), Ramesseum papyri (1800-talét f.Kr.) och Edwin Smith-papyrusen (1600-talet f.Kr.). Den mest omfattande medicinska papyrusen Ebers-papyrusen från cirka 1550-talet f.Kr.
Hippokrates och Galenos var två stora namn under antiken och deras humoralpatologi fick stort inflytande ända till Rudolf Virchow presenterar läran om cellen som kroppens byggstenar år 1858. Den västerländska medicinen är starkt influerad av antikens medicin och Hippokrates ed i en modifierad form svärs fortfarande av läkare vid utexamination.
Farmakologin har utvecklats från örtmedicinen och har efter utvecklingen inom kemi och genetik fått en allt större betydelse. Den moderna eran började med Robert Koch som upptäckte bakteriens inverkan och kort därefter kom penicillinet som fick en enorm inverkan på behandlingen av infektionssjukdomar. Man kan numera specialtillverka olika molekyler och därigenom få fram olika medicinska egenskaper.
Framsteg inom genetiken får mer och mer genomslag inom medicinen och genotypning har redan betydelse vid val av behandling, dosering av läkemedel och beslut om abort. Evidensbaserad medicin är ett modernt inslag där bästa behandlingsmetod väljs utifrån tillgänglig kunskap som lätt görs tillgänglig i och med den moderna informationsteknologin.

## Teoretisk medicin
- Teoretisk medicin, som bland annat handlar om människokroppens byggnad och funktioner, och sjukdomar och deras orsaker och botemedel. Till den teoretiska medicinen hör bland annat följande:
  - Anatomi
  - Biokemi
  - Cytologi
  - Embryologi
  - Epidemiologi
  - Farmakokinetik
  - Farmakologi
  - Fysiologi
  - Genetik
  - Histologi
  - Immunologi
  - Mikrobiologi
  - Neurovetenskap
  - Patologi
  - Toxikologi

## Praktisk medicin
- Praktisk medicin, som även kallas klinisk medicin, är den del av medicinen som har kontakten med patienterna. Hit hör bland annat:
  - Allmänmedicin
  - Anestesiologi
  - Barnmedicin/pediatrik
  - Dermatologi
  - Gynekologi
  - Internmedicin
  - Kirurgi
  - Klinisk kemi
  - Neurologi
  - Pediatrik
  - Obstetrik
  - Odontologi
  - Oftalmologi
  - Oto-rhino-laryngologi (öron- näs- & halssjukdomar)
  - Psykiatri
  - Radiologi
  - Socialmedicin
  - Urologi

I en vidare betydelse kan sägas att medicin är vetenskapen och kunskapen om att förebygga, bota och lindra mänskliga sjukdomar och andra ohälsotillstånd.
De som utövar medicin är läkare och tandläkare samt många andra yrkesgrupper, till exempel undersköterskor, sjuksköterskor, fysioterapeuter, barnmorskor, biomedicinska analytiker, logopeder, arbetsterapeuter och dietister.

## Närliggande områden
- Biologi
- Bioetik
- Biostatistik
- Farmaci
- Hälsa
- Kemi
- Medicinsk filosofi
- Medicinsk sociologi
- Odontologi
- Omvårdnad
- Psykologi
- Veterinärmedicin